# Fédération française de football américain
La Fédération française de football américain (FFFA) est l'instance gérant le football américain, le flag football et le cheerleading en France.

## Présentation
Le football américain a vu le jour en France en 1980, sur l'initiative de Laurent Plégelatte (1947-2010), fondateur du 1er club français : le Spartacus de Paris.
Depuis 2012, la FFFA a vu son nombre de clubs augmenter de façon constante, passant de 191 à 225 en 2016. Elle supervise aussi le développement du Flag football (dérivé de football américain, mixte et sans contact) et du cheerleading (chorégraphies pratiquées par les cheerleaders sur les bords de terrains et pendant le déroulement des rencontres). Le nombre de licenciés pour ces trois disciplines augmente en conséquence et passe à plus de 29 000 en 2023.
Cette fédération est fondée le 6 mai 1985 en s'appuyant sur la première Fédération française de football américain fondée le 15 avril 1983. Entre 1981 et 1983, le football américain était géré en France par le Comité national pour le développement du football américain en France. Ce comité se transforme en FFFA en 1983.
Depuis 1993, le football américain est reconnu en France comme « sport de haut niveau » par le ministère des sports. La FFFA œuvre depuis lors à mettre en place une filière de haut-niveau avec la création d'un pôle France (Amiens) et d'un pôle espoir (Talence).
En 2021, le flag football devient la deuxième discipline reconnue comme « sport de haut niveau ».
La FFFA est également responsable des différentes équipes de France de football américain et de flag football, ainsi que des sélections nationales en cheerleading.

## Présidents
- 1981-1985 : Laurent Plegelatte
- 1985 : Michel Gofman
- 1985-1996 : Jacques Accambray
- 1996-2008 : Frédéric Paquet
- 2008 : Michel Daum
- 2009 : François Leroy
- 2010-2014 : Marc-Angelo Soumah[3]
- 2014-2017 : Michel Daum
- 2017-2024 : Brigitte Schleifer
- Depuis 2025 : Frédéric Paquet

## Résultats internationaux
- 1992 - Vice-champions d'Europe de football américain - junior ;
- 1998 - Vice-champions d'Europe de football américain - junior ;
- 2003 - 4e place à la Coupe du Monde de football américain - senior ;
- 2004 - Champions d'Europe de football américain - junior ;
- 2005 - Médaille de bronze aux World Games en football américain ;
- 2005 - 5e du Global Junior Championship en football américain ;
- 2005 - Champions d'Europe de flag football - masculin ;
- 2006 - Champions d'Europe de football américain à Stockholm (Suède) - junior ;
- 2006 - Champions du monde de flag football - masculin et féminin ;
- 2007 - Champions d'Europe de flag football - masculin et féminin ;
- 2007 - 6e place à la Coupe du Monde de football américain - senior ;
- 2007 - 6e du Global Junior Championship en football américain ;
- 2008 - Médaille de bronze à la Coupe d'Europe de football américain junior, qualification pour la Coupe du Monde - junior ;
- 2008 - Médaille de bronze à la Coupe du Monde de flag football - masculin et féminin ;
- 2010 - Médaille d'argent au championnat d'Europe de football américain (senior), qualification pour la coupe du monde - senior ;
- 2011 - Médaille de bronze au championnat d'Europe de flag football - masculin et féminin ;
- 2012 - Médaille de bronze au championnat du Monde de flag football - féminin ;
- 2013 - Médaille d'argent au championnat d'Europe de football américain - junior ;
- 2013 - Médaille d'argent au Championnat d'Europe de flag football - féminin ;
- 2014 - Médaille de bronze au championnat d'Europe de football américain (senior), qualification pour la Coupe du Monde - senior ;
- 2015 - 4e place aux Championnats du monde de football américain à Canton (États-Unis) - senior ;
- 2017 - Vice-champion d'Europe de football américain à Villepinte (France) - moins de 19 ans ;
- 2017 - Médaille d'or aux World Games (football américain) à Wroclaw (Pologne) - senior ;
- 2018 - Champions d'Europe de football américain - senior ;
- 2019 - Médaille de bronze au championnat d'Europe de flag football à Jérusalem (Israël) - masculin ;
- 2023 - 4e place aux Championnats d'Europe de flag football - féminin ;

## Compétitions
La FFFA organise plusieurs compétitions de football américain pour tous les âges :
- le championnat Élite (D1), récompensé par le Casque de Diamant (dénommé Casque d'Or jusqu'en 1994) ;
- le championnat de Division 2, récompensé par le Casque d'Or (dénommé Casque d'Argent jusqu'en 1994) ;
- le championnat de Division 3, récompensé par le Casque d'Argent (dénommé Casque de Bronze jusqu'en 1994) ;
- les championnats régionaux (R1, R2), cogérés par les ligues régionales ;
- le championnat de France des moins de 20 ans (U20), dénommé championnat de France junior jusqu'en 2014 et récompensé par le Casque de Saphir à partir de 2022 ;
- le Junior Bowl, pour les moins de 20 ans ;
- le Challenge féminin (depuis 2015) ;
- le championnat de France des moins de 17 ans (U17)
- les championnats territoriaux des moins de 17 ans (U17) ;
- le U17 Bowl, pour les moins de 17 ans ;
- un dispositif de compétition pour les moins de 14 ans, appelé « 3FL Junior ».

Elle organise aussi :
- le championnat de France de flag football mixte ;
- la coupe de France de flag football masculine et féminine ;
- le dispositif "French Flag Football League" (3FL) ;
- le championnat de France de cheerleading.

## Identité visuelle
- Évolution des logos de la FFFA[4],[5]

Évolution des logos de la FFFA,
1985 - 1996
1996 - 2013
Depuis juillet 2013